# Feuerschützenbostel
Feuerschützenbostel ist ein Ortsteil der zur Stadt Bergen gehörenden Ortschaft Eversen. Er liegt 2,5 km westlich von Eversen und hat 23 Einwohner.
Der Name des Ortes geht wahrscheinlich auf das Adelsgeschlecht „to Kymme“ (=Feuerschütz) zurück. „Bostel“ nannte man einzelne Bauernhöfe um die sich später eine Ortschaft bildete.

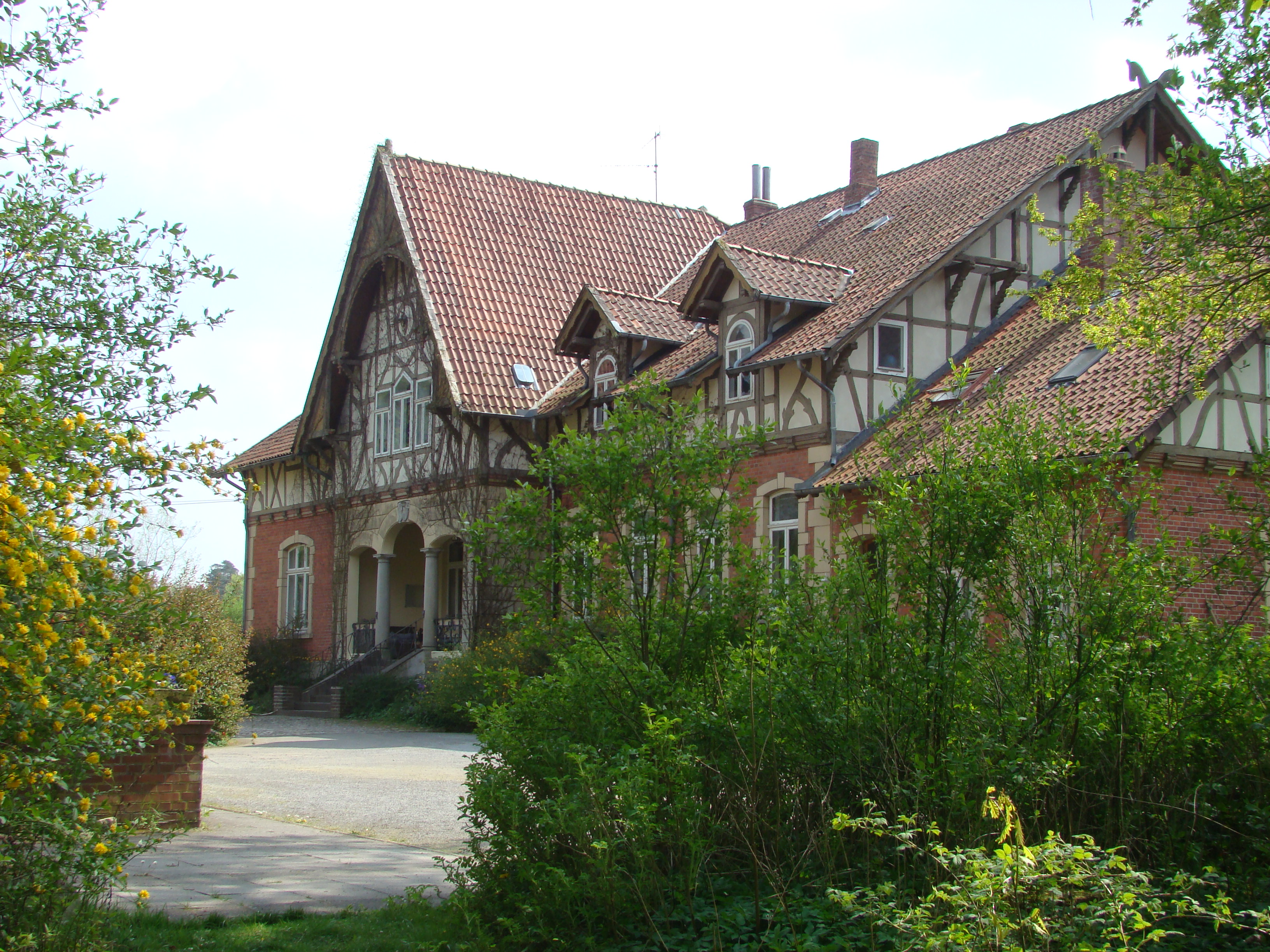
Rittergut der Familie von Harling

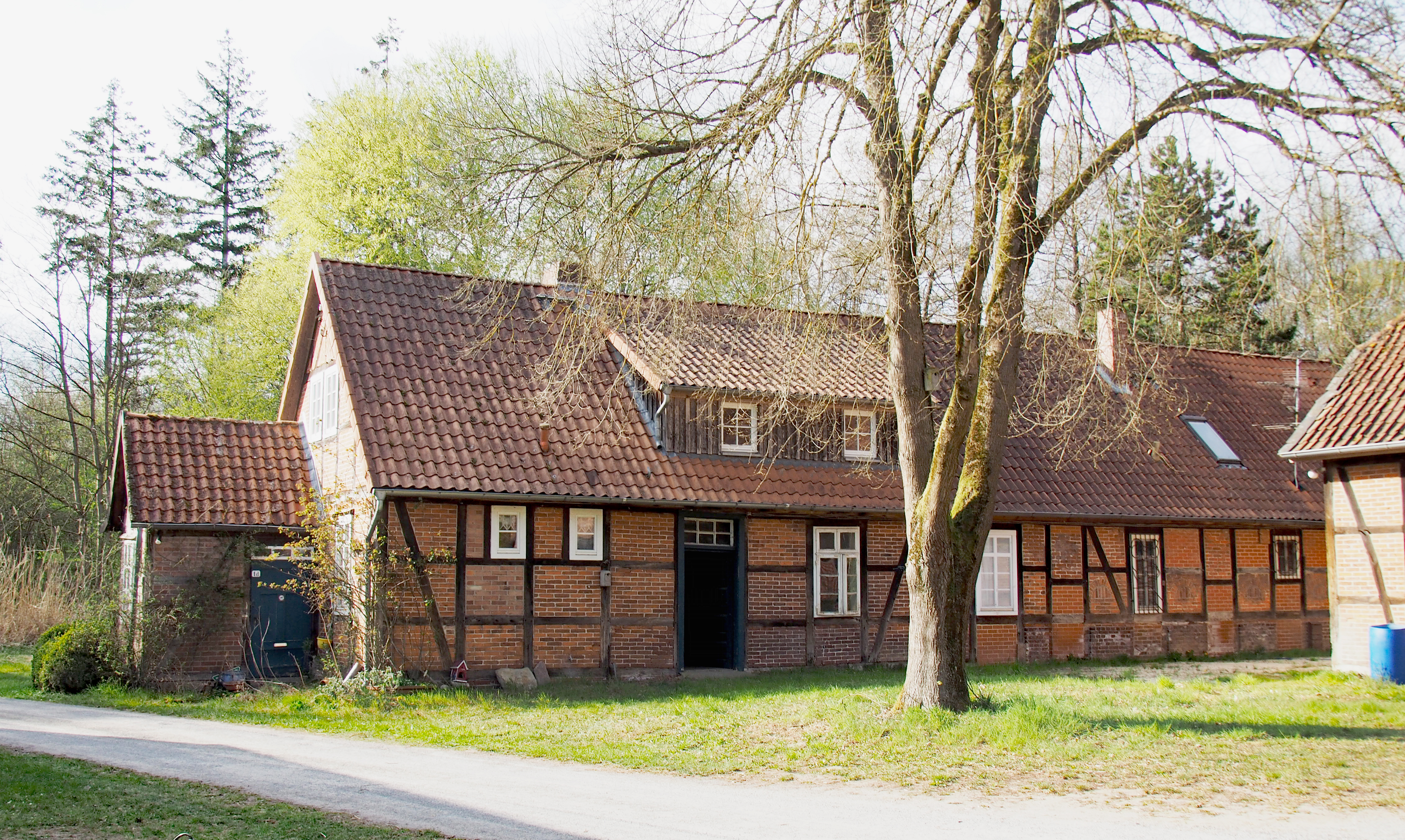
Häuslingshaus

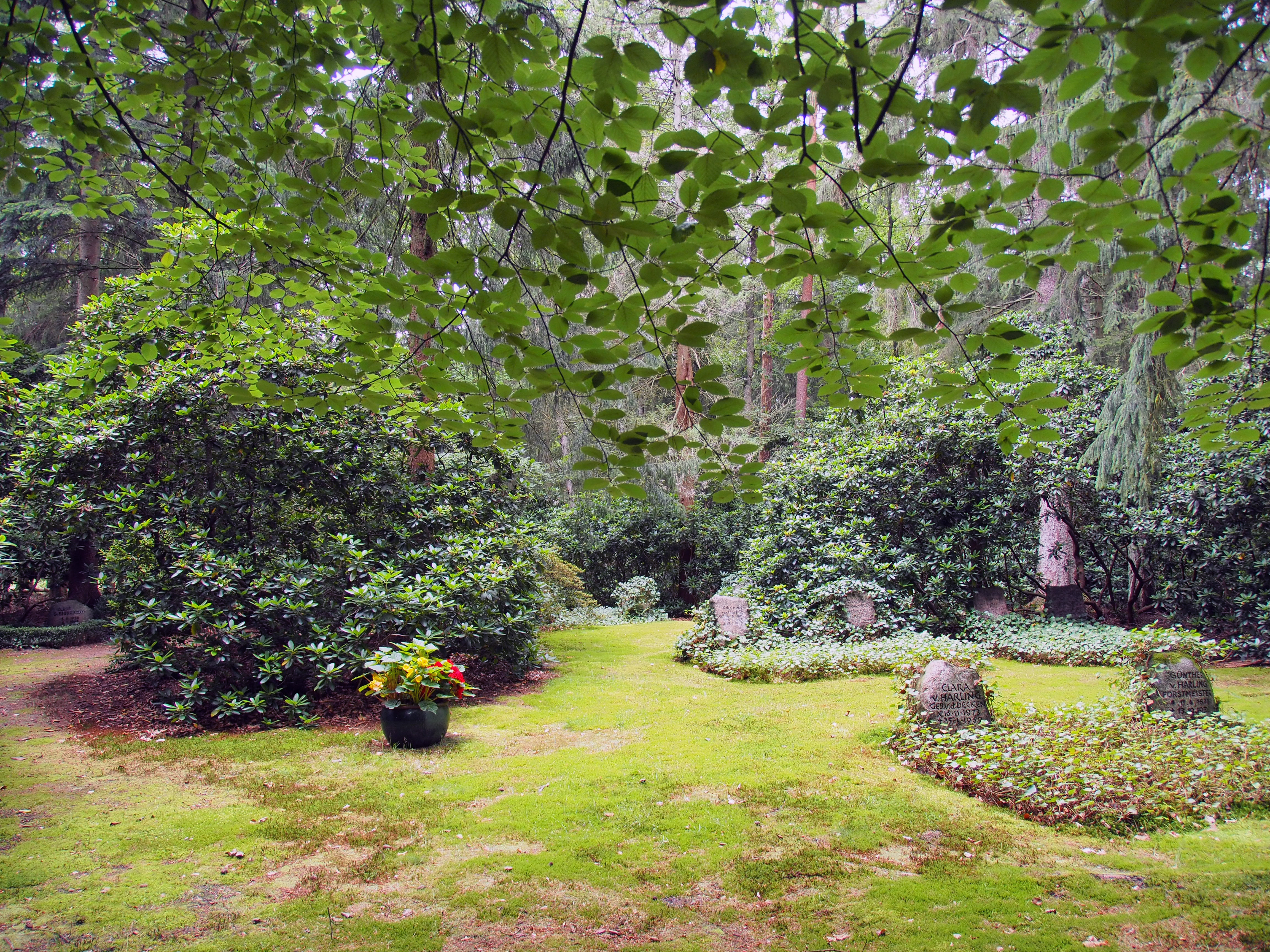
Privatfriedhof der Familie von Harling

## Geschichte
Urkundlich erstmals erwähnt wurde Feuerschützenbostel 1526 in einer Lehnsurkunde des Herzogs Ernst des Bekenners, in der ein Balthasar von Kimme (to Kymme) mit Feuerschützenbostel belehnt wurde. Die von Kimme sollen das Lehen als Afterlehen der von Hodenhagen bekommen haben. Aufgrund einer Notiz im Hauptregister der Amtsvogtey Bergen des Jahres 1571 kann jedoch davon ausgegangen werden, dass sich der Hof bereits seit der ersten Hälfte des 15. Jahrhunderts im Besitz der Familie von Kimme befunden hat.
1541 entstand mit dem sog. Mielmannshof die erste Kötnerstelle in Feuerschützenbostel.  In einem Viehschatzregister des Jahres 1589 werden bereits drei abgabenpflichtige Höfe genannt, von denen jedoch nur der Mielmannshof bestehen bleibt. Die anderen beiden Hofstellen werden  in Verzeichnissen der Vogtey Winsen aus dem Jahr 1667 und des  Kirchspiels Sülze aus dem Jahr 1657 nicht mehr aufgeführt, die Gründe hierfür sind nicht bekannt.
Feuerschützenbostel gehörte bis zum Ende des 18. Jahrhunderts zur Kirchengemeinde in Winsen. Seit 1790 ist Feuerschützenbostel der Fabian-und-Sebastian-Kirche in Sülze zugehörig.
Im 19. Jahrhundert entstanden weitere Hofstellen, 1824 werden in einem Verzeichnis des Kirchspiels Sülze bereits 4 Hofstellen und 24 Einwohner genannt. 1834 übertrug Wilhelm IV., König von Großbritannien und Irland sowie in Personalunion König von Hannover, dem Besitzer des Gutes III in Eversen, Landkommissär (heute: Landrat) Georg Franz von Harling den Gutshof als Lehen.

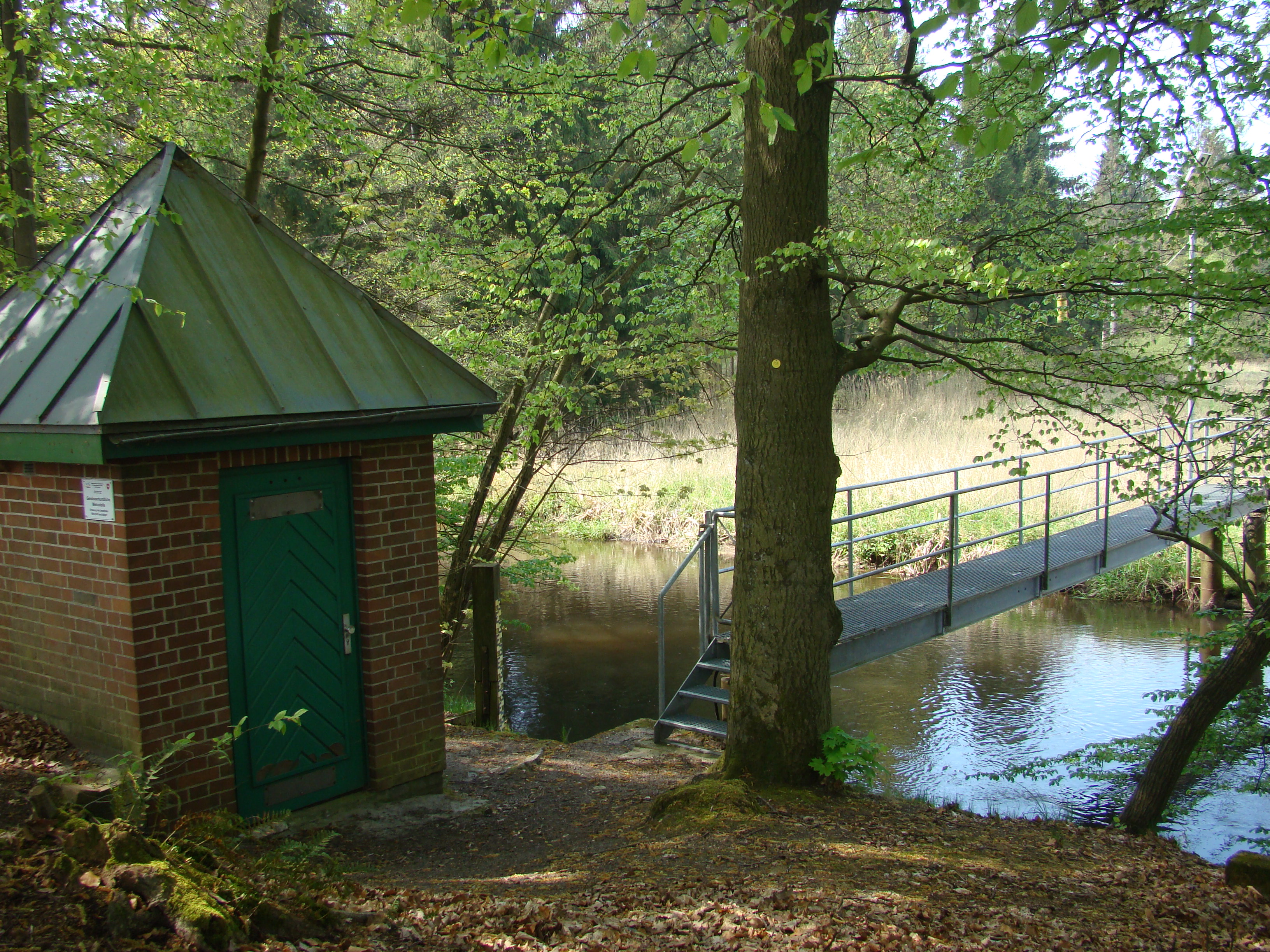
Messstelle der NLWKN an der Örtze

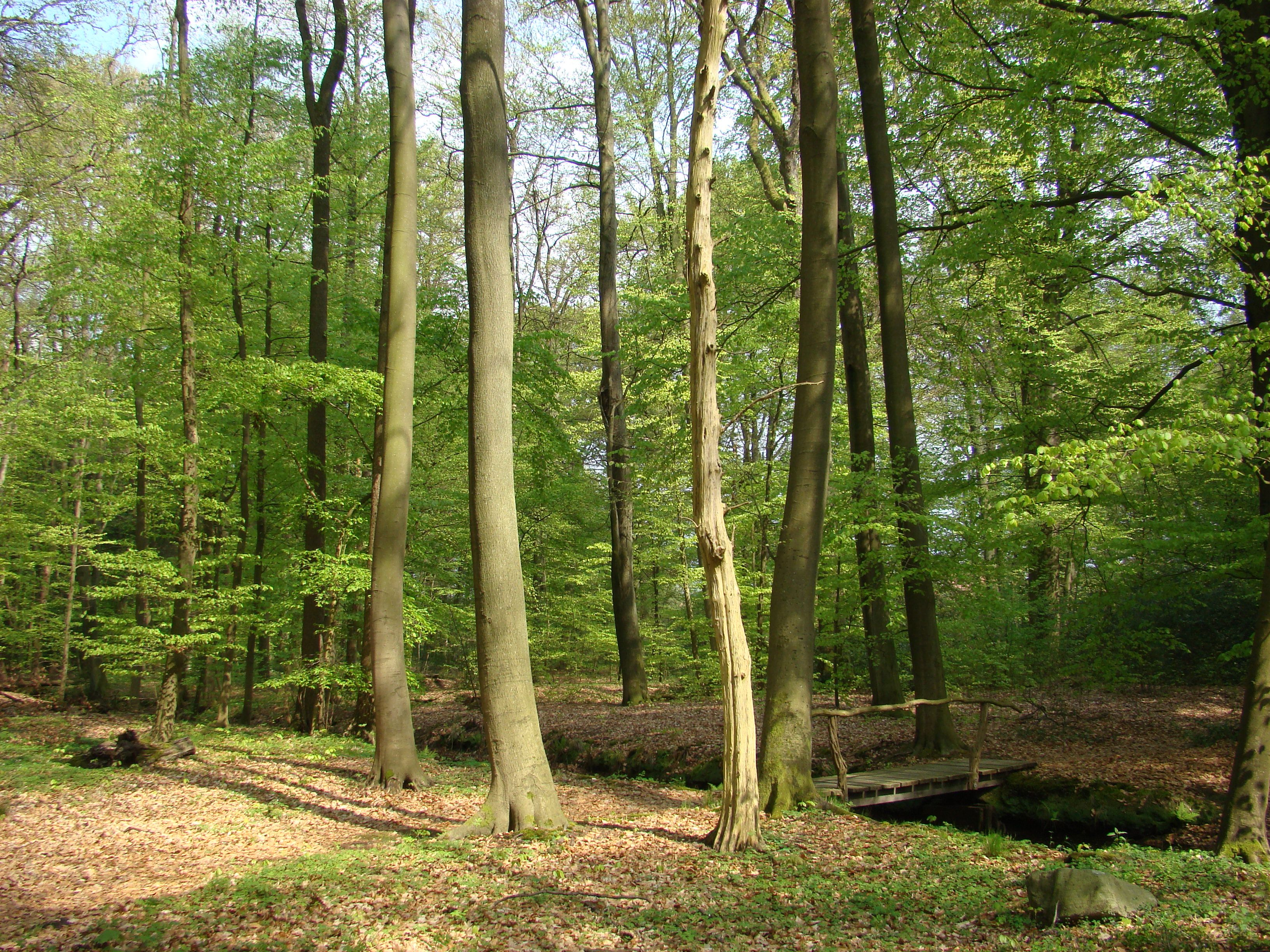
Ruheforst mit Buchen- und Eichenmischwald

Ende des 20. Jahrhunderts hat in Feuerschützenbostel der Tourismus zunehmend an Bedeutung gewonnen, so betreiben heute die Besitzer des  Mielmannshofs ein Landcafé und das Rittergut vermietet Ferienwohnungen an Touristen. Daneben besitzt weiterhin die Land- und Forstwirtschaft für den Ort eine zentrale Bedeutung. Der Ort liegt, abgelegen von jeglichem Durchgangsverkehr, unmittelbar an der Örtze. Der NLWKN (Niedersächsischer Landesbetrieb für Wasserwirtschaft, Küsten- und Naturschutz) hat an dem Fluss einen Pegel und eine solarbetriebene gewässerkundliche Messstelle für die Erfassung von Umweltdaten errichtet. Eigentümer des Rittergutes, zu dem das 1901 errichtete Herrenhaus gehört, ist die Familie von Harling. Sie haben in einem ihrer Waldgelände, mit altem Buchen- und Eichenmischwaldbestand, 2008 einen Ruheforst eingerichtet.

## Politik und Verwaltung
Feuerschützenbostel gehörte seit seiner Entstehung bis zu den politischen Reformen im Königreich Hannover in der ersten Hälfte des 19. Jahrhunderts zur  Amtsvogtey Winsen. Im Zuge der Generalteilungen entstand die politische Gemeinde Feuerschützenbostel, die bis zur Eingemeindung nach Eversen im Jahre 1929 selbständig blieb.
Am 1. Januar 1973 wurde Eversen in die Stadt Bergen eingegliedert.

## Persönlichkeiten
- Gert G. von Harling – Jagdschriftsteller